# Capela lui Sigismund
Capela lui Sigismund (în poloneză Kaplica Zygmuntowska) a Catedralei Wawel este una dintre piesele cele mai importante ale arhitecturii din Cracovia. Fiind construită ca o capelă funerară pentru ultimii Jagielloni, a fost considerată de către mulți istorici de artă ca fiind "cel mai frumos exemplu a arhitecturii renascentiste toscane la nord de Alpi". 
Construcția capelei a fost finanțată de către regele Sigismund I al Poloniei, și a fost realizată în perioada 1519-1533 de către Bartolomeo Berrecci.
Capela are o fundație pătrată cu o cupola de aur și adăpostește mormintele fondatorului său, regele Sigismund I, precum și regele Sigismund al II-lea August și Anna Jagiellon. Sculpturile interioare, stucaturile și picturile au fost concepute de către unii dintre cei mai renumiți artiști ai epocii, arhitectul Berrecci însuși, Georg Pencz, Santi Gucci și Hermann Vischer.